# Institutul Român de Standardizare
Institutul Român de Standardizare (IRS) a fost un institut de stat din România al cărui rol era definirea standardelor.

## Istorie
Istoria standardizării în România începe în anul 1924 prin adoptarea Legii 21/1924 pentru persoanele juridice, continuă apoi în 1929 cu adoptarea „Organizației și regulamentului comisiunii normelor industriei românești”, și capătă o importanță și mai mare în 1955, prin înființarea „Oficiului de Stat pentru Standarde și Invenții”.
Mai târziu, în 1970, se înființează „Institutul Național de Standardizare”.
În 1991 acesta din urmă aderă la Comitetul European de Standardizare (CEN), iar în anul următor este desemnat ca organ de specialitate al administrației publice centrale.
Institutul, care dobândise în timp un patrimoniu considerabil - în primul rând material, în calitate de principal depozitar al experienței tehnice a economiei românești în materie de standarde, a căpătat notorietatea internă și internațională cuvenită.
În anul 1998 a fost însă înlocuit cu o asociație non-profit - Asociația de Standardizare din România (ASRO), care a a preluat întregul patrimoniu al IRS și al Centrului Național de Formare și Management pentru Asigurarea Calității.
Mai târziu calitatea de asociație „non-profit” a ASRO a fost contestată în presă.